# Ornimegalonyx oteroi
Ornimegalonyx oteroi (лат.) — вид вымерших птиц из семейства совиных, единственный в роде Ornimegalonyx, близком к роду неясытей (Strix). Птица обитала на Кубе в плейстоцене. Орнимегалоникс переводится как «птица с гигантскими когтями»; ноги её были развиты очень хорошо, но крылья были редуцированы — летать сова не могла. Однако ей это явно не мешало: найденные экземпляры были высотой от 60 до 120 см, это огромный рост для птиц. Гигантская сова легко настигала мелких животных кубинских джунглей.

## Находки
Первая находка ошибочно была отнесена к фороракосам.
Орнимегалоникс вымер порядка десяти — семи тысяч лет назад, а современной науке известен с конца пятидесятых годов XX века. Нашёл его и впервые описал кубинский спелеолог и палеонтолог Оскар Арредондо. «Ornimegalonyx arredondoi» — был назван в честь первооткрывателя, однако название не было одобрено в научных кругах, и птица была переименована в Ornimegalonyx oteroi Arredondo, 1958
На протяжении долгих лет в разных пещерах западной части Кубы от орнимегалониксов находили исключительно кости ног. Поэтому внешний облик этих сов и их образ жизни было трудно представить. Практически полный скелет птицы обнаружил советский палеонтолог Е. Н. Курочкин, заведующий группой палеоорнитологии Палеонтологического института АН СССР, вице-президент Всесоюзного орнитологического общества, который в своё время год работал на Кубе по приглашению Кубинской АН, где он сделал важную находку в пещере Сентенарио (горы Сьерра-де-Кубитас, на востоке Кубы). В распоряжение учёных попали клюв, мозговая часть черепа, несколько позвонков, лопатка, коракоид (кость от грудины к плечу), почти все кости крыла, целый таз, обе ноги. Совсем не было, таким образом, только грудины. Кости крыльев и плечевого пояса были недлинные, тонкие и слабые — такие крылья явно не могли поднять орнимегалоникса в воздух. Так что и грудина должна была быть редуцированной: тонкой, уплощённой и с низким килем. Ценность скелета таким образом состояла в том, что во-первых, стала окончательно ясной неспособность орнимегалониксов к полёту, а во-вторых, отталкиваясь от этого экземпляра, можно было установить истинные пропорции скелета других орнимегалониксов. Словом, это была необыкновенная сова — огромная, нелетающая, обитавшая на земле.
Экземпляр из пещеры Сентенарио был не из самых больших — высотой всего-навсего около 60 сантиметров в спокойной стоячей позе, вес этой совы при жизни предполагается порядка 9 кг. А самые крупные из орнимегалониксов, как, например, экземпляр из пещеры в районе города Санкти-Спиритус, могли быть в два раза больше — около 120 сантиметров и значительно тяжелее. И это уже очень и очень много для сов, да и для любых птиц немало. Наземная птица метр двадцать высотой с острым клювом и большими когтями — это серьёзный хищник.
В ряде англоязычных исследований постулируется способность орнимегалоникса «вспархивать» при охоте на жертву в угон или нападать на добычу с деревьев, используя парашютирующий полёт на рудиментарных крыльях — по аналогии с тем, что делают обычные совы и ночные попугаи-какапо из Новой Зеландии, также имеющие ослабленные крылья и крупные размеры.
В 1961 году Пирс Бродкорб составил по фрагментам 3 полных скелета орнимегалоникса.

## Другие названия
- гигантская кубинская сова
- гигантская бегающая сова

## Питание
Наиболее вероятно, что орнимегалониксы питались многочисленными и разнообразными капромиоидными грызунами острова — разными видами кубинских хутий (Capromys). Возможно также, что эти гигантские совы могли нападать и на карликовых кубинских наземных ленивцев из родов Cubanocnus, Miocnus, Mesocnus, Megalocnus, хотя это проблематично, так как даже в карликовой форме наземные ленивцы как и все представители отряда Xenarthra — исключительно упорный, выносливый и сильный противник.
Около 7 тысяч лет назад произошло печальное событие для Вест-Индии: климат на Кубе и других островах Карибского моря резко изменился не в лучшую сторону (с влажного на засушливый с выраженной сезонностью с чередованием сухих и дождливых сезонов) и одновременно с этим на острова впервые в их геологической истории хлынули потоки освоивших мореплавание людей — колонизаторов новых территорий с окружающих континентальных районов Северной и Центральной Америки. В результате практически мгновенно на островах вымерли десятки видов эндемичных грызунов, эндемичные обезьяны и маленькие наземные ленивцы. Подрыв кормовой базы орнимегалоникса в результате климатических невзгод и охот человека и непосредственная охота на него со стороны индейцев, мигрировавших на эти острова, скорее всего, послужили причиной его исчезновения. В настоящее время выжили только кубинские хутии, все остальные виды вымерли.
Этот необычайный вид исполинских наземных сов встречался только на Кубе, хотя на всех островах этого региона различные виды сов, родственные сипухам, двинулись в сторону увеличения размеров тела. Многие плейстоценовые островные сипухи Вест-Индии достигли размеров филина — крупнейшей совы сегодняшнего дня. Однако ни один вид не зашёл так далеко в своей специализации, как орнимегалоникс.